# Ahron Bregman

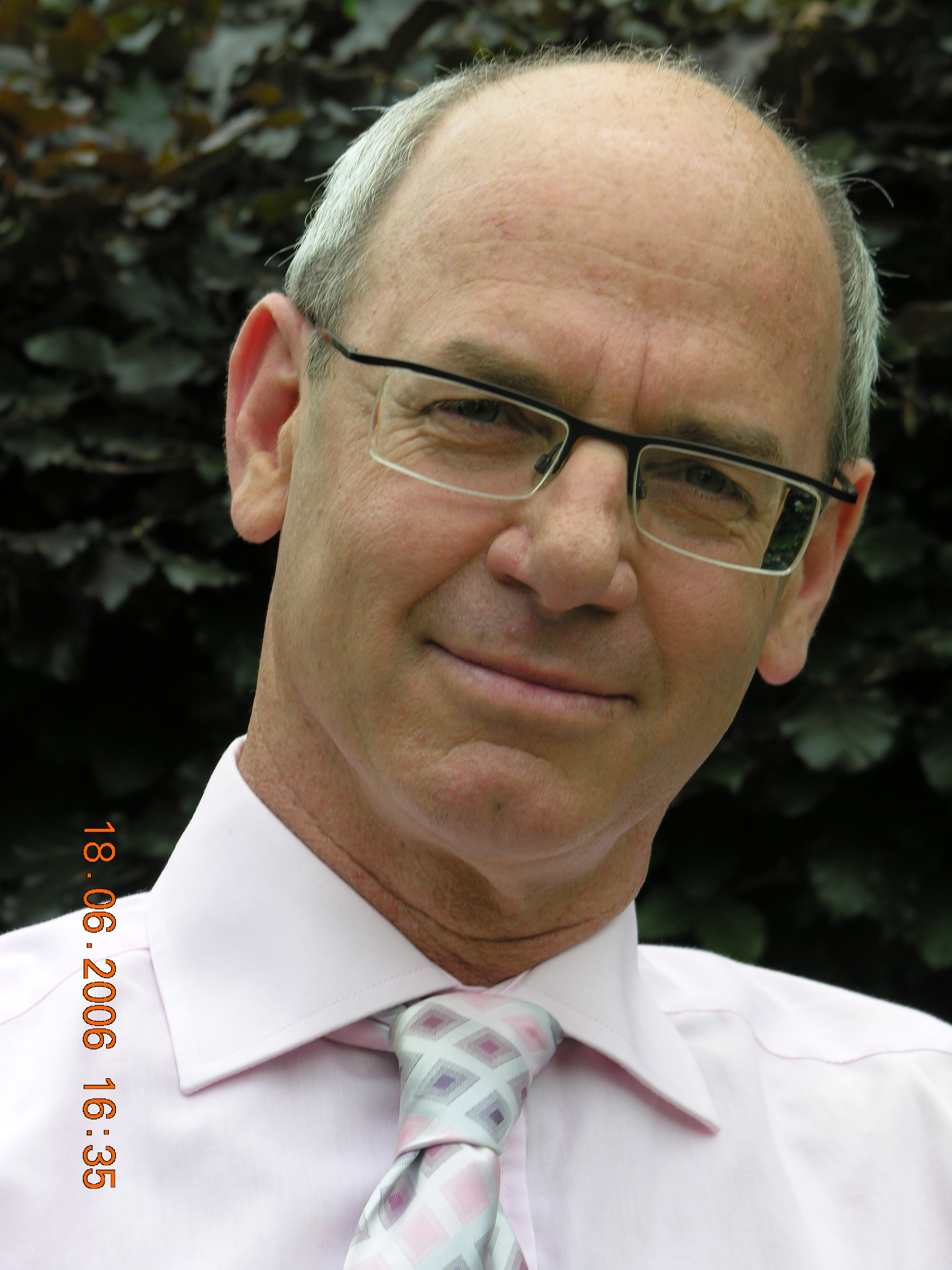
Ahron Bregman.

Ahron (Ronnie) Bregman (n. en 1957 en Israel) es un politólogo, periodista y escritor israelí-británico, especialista en el conflicto árabe-israelí.

## Biografía
Sirvió en las Fuerzas de Defensa Israelíes, como oficial de artillería participó en la Operación Litani y en 1982 participó en la Guerra del Líbano. Después de la guerra, dejó la armada para estudiar relaciones internacionales y ciencia política en la Universidad Hebrea de Jerusalén. También trabajó como asistente parlamentario en el Knéset. Después de dar una entrevista para el Ha'aretz, en la cual declaró que no serviría en los Territorios Ocupados, dejó Israel y se estableció en Inglaterra. Bregman ha escrito varios libros sobre el Conflicto Árabe-Israelí y sobre los asuntos de Oriente Medio. Bregman vive en Londres con su esposa Dana y sus hijos Daniel, Maya y Adam.

## Producciones

### Libros
Ahron Bregman es el autor de varios libros:
- Living and Working in Israel (inglés)
- Israel's Wars: A History since 1947 (inglés)
- Israel and the Arabs: An Eyewitness Account of War and Peace in the Middle East (inglés)
- The Fifty Years War: Israel and the Arabs (inglés)
- Israël et les Arabes: la guerre de cinquante ans (francés)
- Israël en de Arabieren: De vijftigjarige oorlog (neerlandés)
- اسرائيل والعرب: حرب الخمسين عاما (árabe)
- Israel's Wars: 1947-93(inglés)
- A History of Israel(inglés)
- Elusive Peace: How the Holy Land Defeated America (inglés)
- The Occupation (inglés), publicado en español como La ocupación (Editorial Crítica, 2014).

### Televisión
También es productor asociado de 2 series de televisión de la cadena BBC:
- Israel and the Arabs: The Fifty Years War (inglés)
- Israel and the Arabs: Elusive Peace (inglés)